# Reciclarea în România
Dintre toate țările europene, România reciclează numai 3% din întreg volumul de deșeuri pe care le produce, restul fiind aruncat la groapa de gunoi.
La polul opus se află Belgia, care reciclează 94%.
Anual, până în 2013, obiectivele de colectare selectivă și reciclarea a deșeurilor din ambalaje asumate de România aveau prevăzută o creștere cresc gradual, până ajung la standardele europene.
Obiectivul de valorificare prin reciclare al României era de 38% în 2009, 42% în 2010 și 46% în 2011.
În anul 2010, obiectivele de reciclare a hârtiei erau la 60%, a plasticului 14%, a sticlei la 44% și a metalelor la 50%.
Dacă România ratează țintele de valorificare și reciclare pe care le riscă, amenzi de 200.000 de euro pe zi, pentru fiecare obiectiv neîndeplinit.

## Reciclarea de ambalaje
Din anul 2016, statul român este obligat de legislația europeană să recicleze un anumit procent din cantitățile de deșeuri provenite din ambalaje.
Potrivit Administrației Naționale pentru Protecția Mediului, în 2007, cantitatea totală de ambalaje introdusă pe piață a fost de peste 1.250.000 de tone, din care au fost reciclate aproape 400.000 de tone (aproximativ 30% - obiectivul global care trebuia atins era de 28%).
Der Grune Punkt (The Green Dot) este un program european ce urmărește reciclarea ambalejelor bunurilor de consum introduse pe piață de către agenții economici. Sistemul a fost introdus pentru prima oară în Germania, în 1991, iar de atunci s-a creat o rețea în numeroase state din Europa.
Cantitatea de gunoaie care se adună de la români este de 8 milioane de tone într-un an.
În anul 2003 s-au folosit:
- 210,5 mii tone de sticlă
- 235,2 mii tone de hârtie și carton
- 236,5 mii tone de plastic
- 104,7 mii tone de metal

În România, în anul 2007, deșeurile de ambalaje proveneau în proporție de aproximativ 60% de la populație, regăsindu-se în deșeurile menajere, și 40 % de la agenții economici.
În anul 2005, cantitatea de ambalaje pusă pe piață a fost de 1.140.000 tone din care au fost valorificate 305.000 tone de deșeuri de ambalaje, cu un procent total de valorificare de 26,6%, și reciclate 265.000 tone deșeuri de ambalaje, cu un procent de reciclare de 23%.
Cantitatea de ambalaje valorificată a crescut în anul 2006 la 525.000 de tone.
În anul 2009, legislația europeană obligă agenții economici să recupereze și să valorifice 45% din totalul ambalajelor puse pe piață, urmând ca procentul să crească până la 60% în 2013.
Compania Eco-Rom Ambalaje a fost înființată la sfârșitul lui 2003 de un grup de companii care activează în România.
Membrii fondatori sunt Argus, Ball Packaging Europe, Chipita Romania, Coca-Cola HBC Romania, Heineken, Mars Romania, Munplast, Pepsi Americas, Romaqua Group Borsec, Tetrapak, Unilever, Titan.
Eco-Rom este liderul pieței de preluare de la agenții economici a obligației de reciclare și valorificare a deșeurilor de ambalaje.
Modelul este inspirat din Uniunea Europeană, unde pe ambalajele produselor de bază este imprimată o bulină verde - simbolul firmei care se ocupă de reciclare.
În România, Eco-Rom are grijă ca firmele pe care le reprezintă să-și îndeplineasca obligațiile de colectare și reciclare.
Lunar, societatea primeste de la fiecare firmă suma de bani aferentă cantității de deșeuri pe care aceasta o lansează pe piață.
Încasările sunt investite mai departe în sistemul de colectare, transport și valorificare a deșeurilor de ambalaje.

## Reciclarea de produse IT și electronice
Ca țară membră a Uniunii Europene, România are obligația asumată de a colecta și recicla, anual, 80 000 de tone deșeuri de echipamente electrice și electronice - DEEE (4 kg de DEEE pe locuitor).
Începând cu anul 2007, au fost organizate acțiunile de colectare organizată Campania națională de colectare a deșeurilor de echipamente electrice și electronice cunoscută și sub numele de Marea Debarasare, inițiată de Ministerul Mediului.
Cea mai mare fabrică de reciclare a echipamentelor IT și electrocasnice din România este deținută de compania GreenWEEE și se află la Frasinu, lângă Buzău.
Fabrica are o capacitate de reciclare de 50.000 de tone de deșeuri de echipamente electrice și electronice (DEEE) pe an.

## Reciclarea de metale
În anul 2007, piața de fier vechi din România era estimată la peste un miliard de euro anual.
Cei mai importanți jucători de pe piața locală de fier vechi sunt grupurile Remat Călărași, Remat Brașov, Romrecycling și Rematinvest, care cuprind în total peste 20 de foste rematuri de stat.
Din punct de vedere al avantajelor reciclării fierului, o tonă de fier vechi înlocuiește 3 tone minereu de fier și circa 1 tonă minereu de cărbune.

## Reciclarea becurilor
În România există organizația nonprofit Recolamp care colectează gratuit becurile arse, având în prezent (august 2010) 4.800 de puncte de colectare, în toată țara.
În fiecare an, Recolamp strânge între 150 și 200 de tone de becuri.
Marea majoritate a materialului colectat este trimisă în Germania, unde există o instalație de reciclare care desparte pulberea fluorescentă de restul materialelor.
O foarte mică parte din material sunt trimise la Târgu Mureș, în special becurile de iluminat stradal.
Greenlamp Reciclare 
In anul 2010 s-a deschis in Romania prima fabrica de reciclat deseuri provenite din echipamentele de iluminat uzate.GreenLamp Reciclare este singurul reciclator din Romania care utilizeaza un proces tehnologic avansat de distilare superior folosit pentru tratarea echipamentelor de iluminat, destinat recuperarii mercurului provenit din pudra fluorescenta colectata din lampile fluorescente si becurile cu vapori de mercur si din lampile cu descarcare de intensitate inalta (HID).

## Reciclarea în Uniunea Europeană
În anul 2008, fiecare cetățean al orașelor mari din statele Uniunii Europene a produs 524 de kilograme de deșeuri, din care 40% au ajuns în gropile de gunoi, 20% au fost incinerate, 23% reciclate și 17% distruse prin descompunere.
În anul 2007, cantitatea era de 525 de kilograme.
Cei care au produs cel mai puțin gunoi în 2008 au fost cehii cu 306 kilograme, iar cel mai mult danezii, cu 802 kilograme.
Cele mai mici cantități de deșeuri au fost generate în Cehia (306 kg/persoană), Polonia (320), Slovacia (328), Letonia (331) și România (382 kg/persoană).
În schimb, cele mai mari cantități de deșeuri municipale au fost înregistrate în Danemarca (802 kg/persoană), Irlanda (733) și Cipru (770).
Țările care au recurs cel mai mult la reciclare sunt Germania (48%) din cantitatea de deșeuri generată, Belgia (35%), Suedia (35%), Olanda (32%) și Austria (29%).